# Brassaiopsis glomerulata
Brassaiopsis glomerulata är en araliaväxtart som först beskrevs av Carl Ludwig Blume, och fick sitt nu gällande namn av Regel. Brassaiopsis glomerulata ingår i släktet Brassaiopsis och familjen Araliaceae.

## Underarter
Arten delas in i följande underarter:
- B. g. brevipedicellata
- B. g. glomerulata
- B. g. longipedicellata